# Jean-François Pilâtre de Rozier

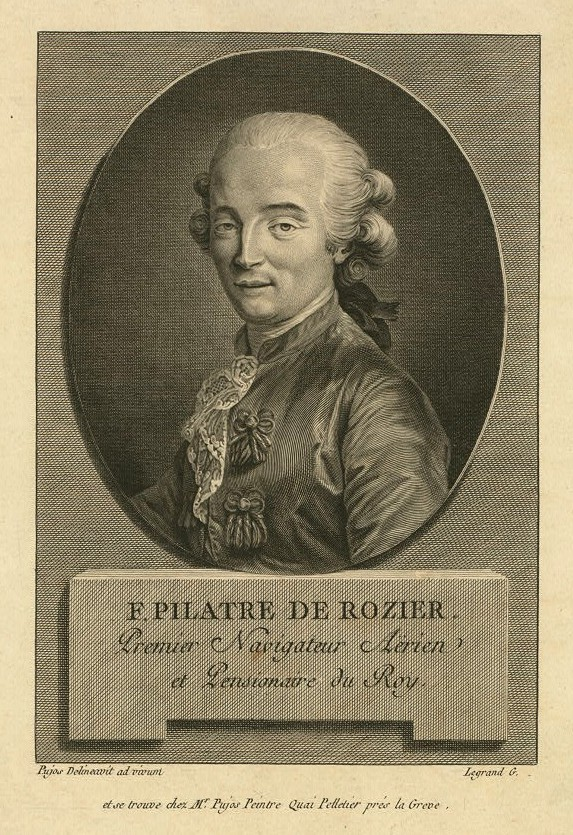
Jean-François Pilâtre de Rozier

Jean-François Pilâtre de Rozier (* 30. März 1754 in Metz; † 15. Juni 1785 in Wimereux, Département Pas-de-Calais) war ein französischer Physiker, der erste Luftfahrtpionier und zusammen mit Pierre Romain das erste Todesopfer der Luftfahrtgeschichte.

## Leben und Wirken
Jean-François Pilâtre de Rozier wurde in Metz als dritter Sohn von Magdeleine Wilmard und Mathurin Pilastre geboren. Sein Vater, der den Beinamen „du Rosier“ trug, war ein ehemaliger Soldat, der Wirt geworden war. Im Militärhospital seiner Heimatstadt Metz, einer wichtigen Garnison an der Grenze Frankreichs, wurde Pilâtres Interesse an der Chemie von Drogen geweckt. Er ging mit achtzehn Jahren nach Paris, arbeitete dort als Apotheker und hörte daneben Vorlesungen über Mathematik, Physik und Naturgeschichte. Danach lehrte er Physik und Chemie an der Akademie in Reims, wodurch er die Aufmerksamkeit des Grafen von Provence erregte, dem späteren Ludwig XVIII. und Bruder von König Ludwig XVI.
Pilâtre kehrte nach Paris zurück, wo er mit dem naturgeschichtlichen Kuriositätenkabinett des Grafen beauftragt wurde. Zudem wurde er Höfling der Gattin des Grafen, was ihm den Adelsnamen „Pilâtre de Rozier“ einbrachte. Er eröffnete im Pariser Quartier Marais am 11. Dezember 1781 sein eigenes Museum, das Musée technique, wo er physikalische Experimente vornahm und seinen adligen Besuchern Demonstrationen vorführte. Er forschte auf dem neuen Gebiet der Gase und erfand ein Beatmungsgerät (Respirator).
Am 15. Oktober 1783 gelang dem damals 29-jährigen Physiker mit königlicher Bewilligung die Fahrt in einer Montgolfière, einem Heißluftballon der Brüder Montgolfier, in der er eine Höhe von etwa 26 Metern erreichte. Damit gelang ihm die erste historisch gesicherte bemannte Luftfahrt der Menschheit, der Ballon war jedoch noch mit Seilen am Boden verankert.
Am 21. November 1783 führte Pilâtre die erste Freiballonfahrt in der Geschichte der Menschheit durch. Bei der 25-minütigen Fahrt schwebte er zusammen mit François d’Arlandes nach dem Start vom Schlossgarten des Schlosses La Muette in Passy, heute ein Stadtteil von Paris, über die Seine hinweg etwa 10 km weit bis zur Butte aux Cailles in der Gemeinde Gentilly, wenige Kilometer vom Zentrum der französischen Hauptstadt entfernt (heute Teil von deren 13. Arrondissement). Über diese Luftreise berichtete er in der Schrift Première expérience de la Montgolfière (1784).
Er entwickelte die nach ihm benannte Rozière, eine Kombination aus Wasserstoffballon und Heißluftballon. Am 15. Juni 1785 startete er mit einem solchen Heißluft-Gas-Hybrid-Ballon von Boulogne-sur-Mer aus in Richtung Großbritannien. Nach 5 km Fahrt entzündete sich in 900 Metern Höhe der Wasserstoff und zerstörte die Ballonhülle, woraufhin die Gondel in die Tiefe stürzte. Pilâtre de Rozier und sein Mitfahrer Pierre Romain kamen beim Absturz ums Leben. Sie waren die ersten Todesopfer der Luftfahrt.
Der Mondkrater Pilâtre wurde 1991 nach ihm benannt. Zudem ist er Namensgeber für den Rozier-Gletscher in der Antarktis.

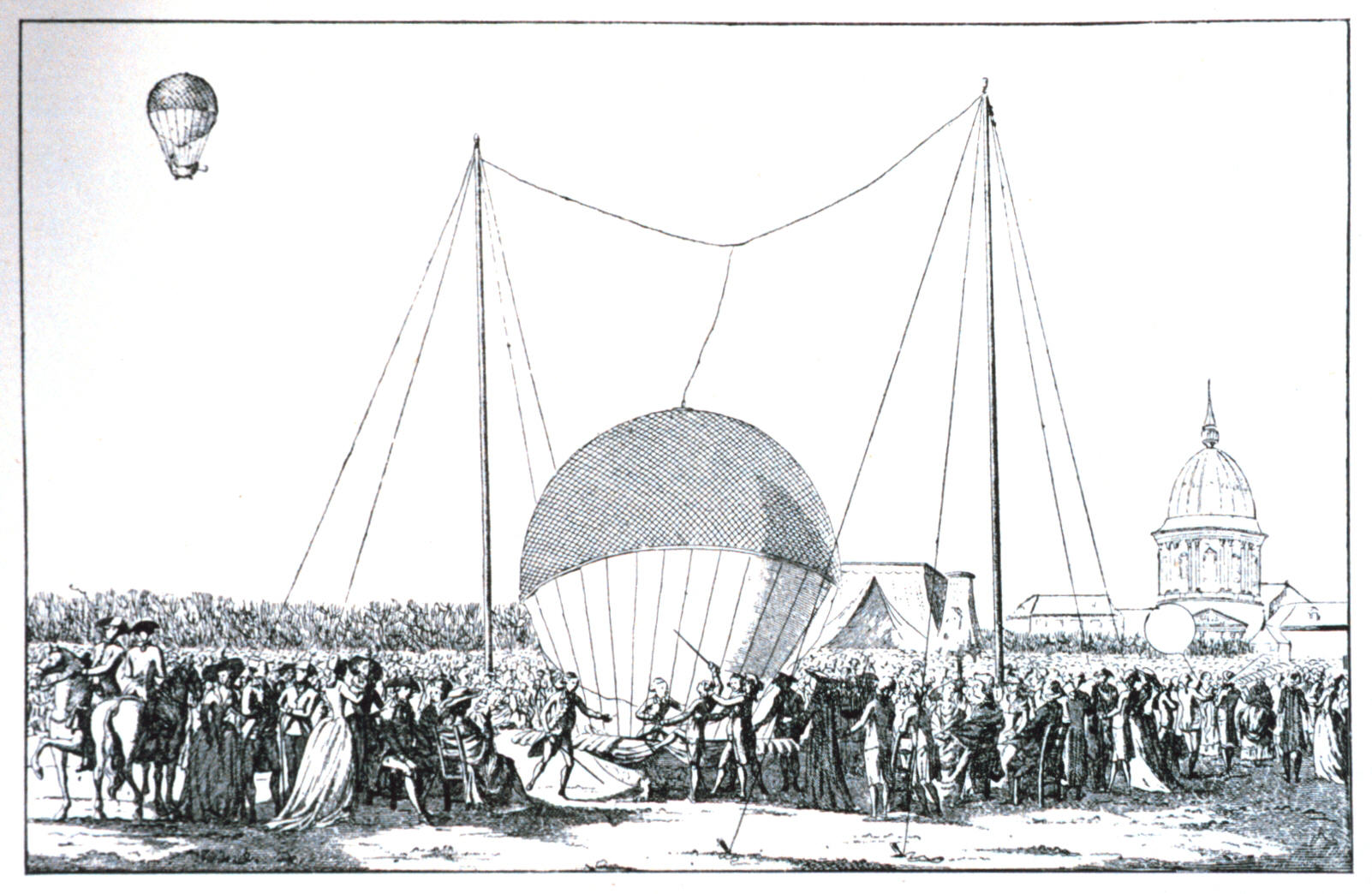
Erster bemannter Heißballonaufstieg am 15. Oktober 1783 auf eine Höhe von 25 Meter
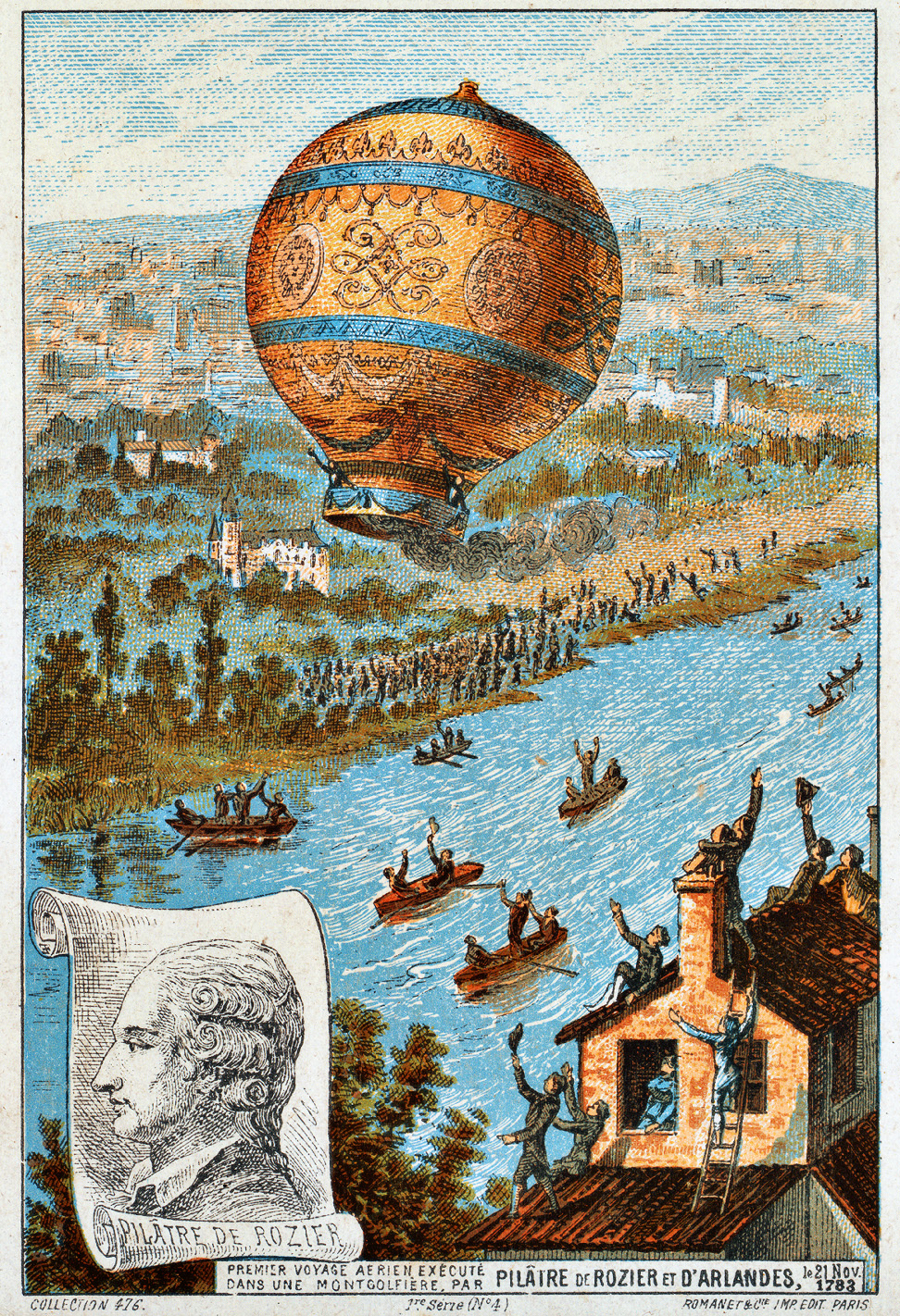
Erster bemannter Freiflug am 21. November 1783
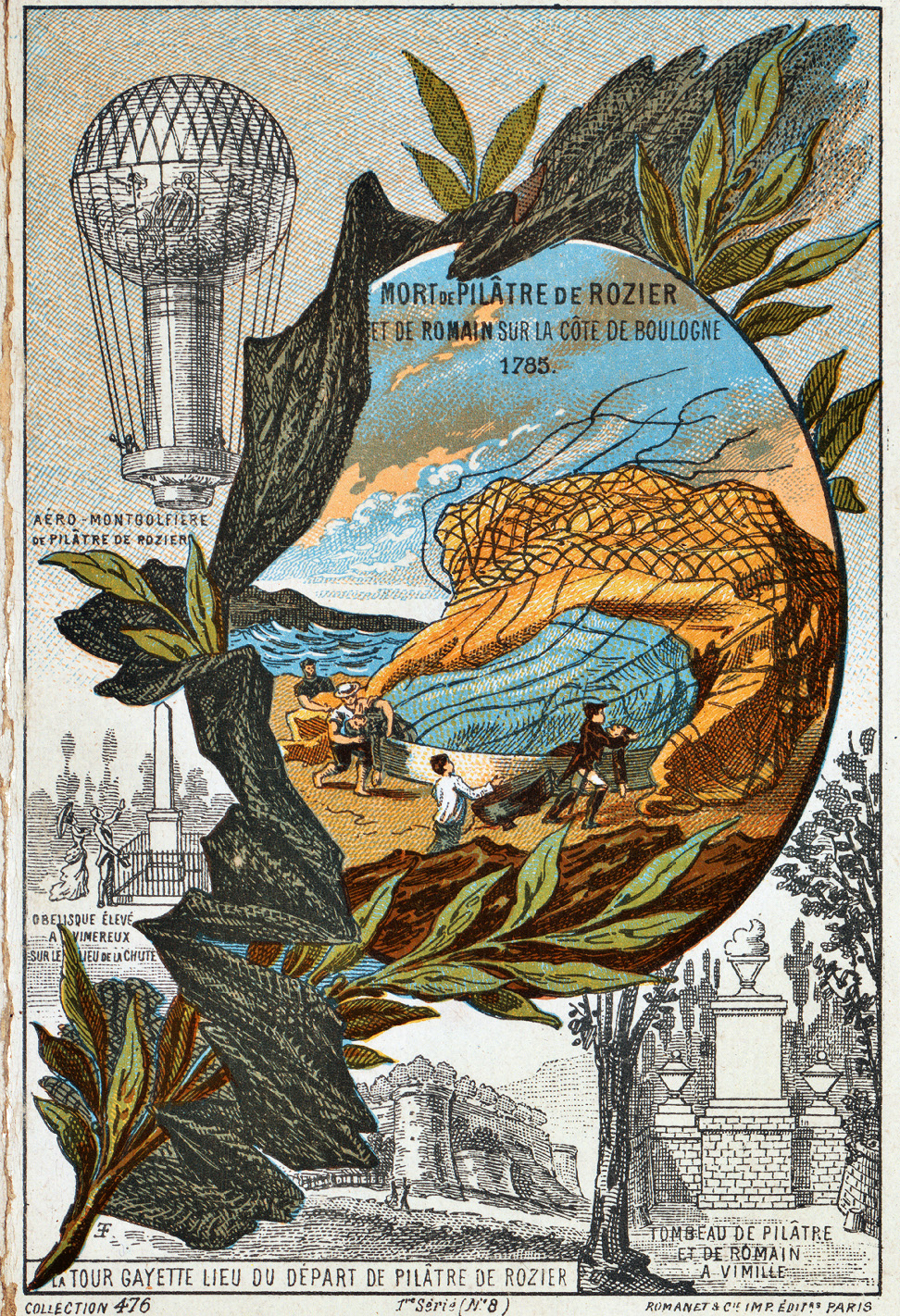
Der tödliche Absturz am 15. Juni 1785
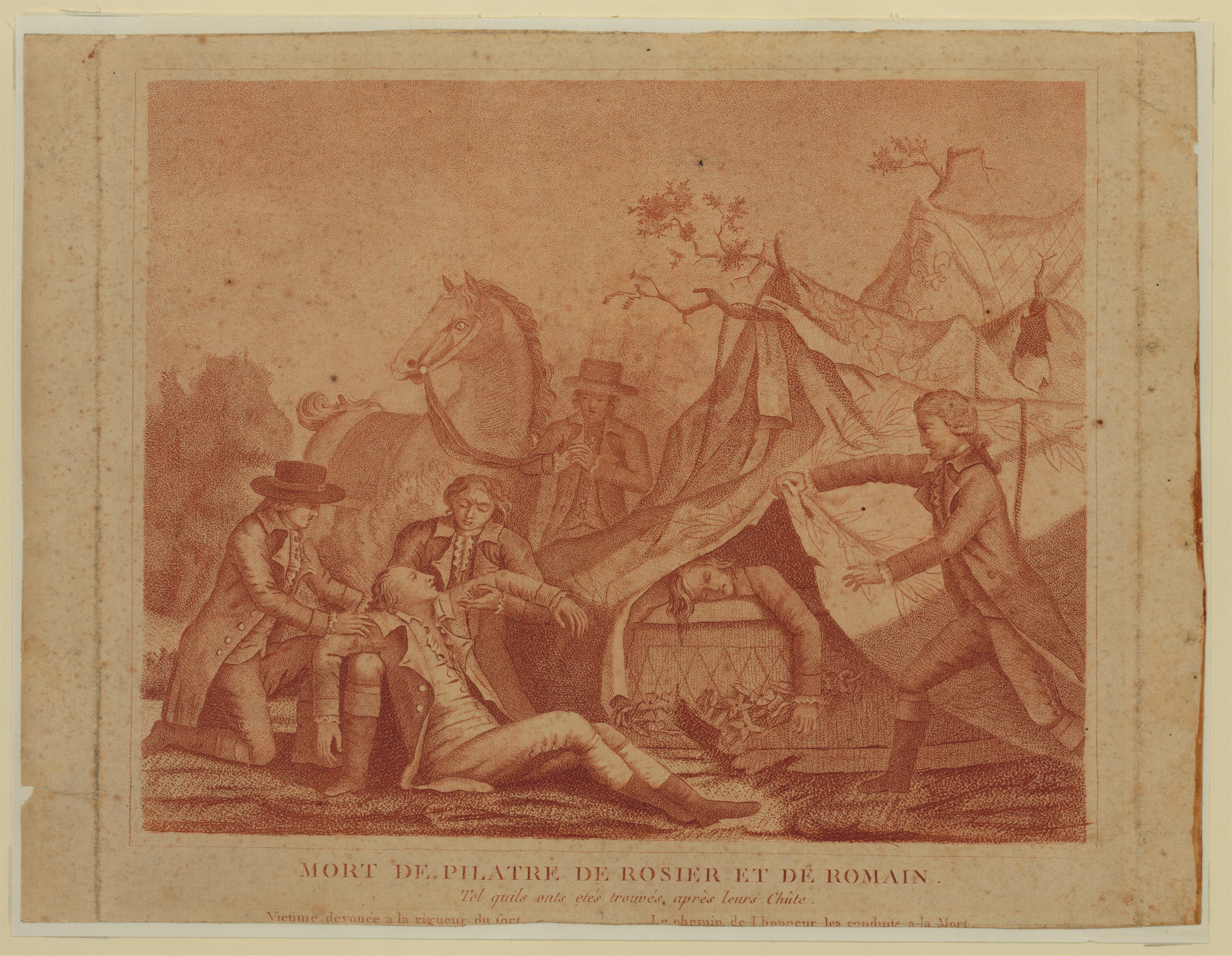
Pilâtres Tod